# Moses Marcus Warburg
Moses Marcus Warburg (* um 1763 in Hamburg; † 18. November 1830 ebenda) war ein deutscher Bankier und Gründer der nach ihm benannten Privatbank M.M.Warburg & CO.

## Familie
Die jüdische Familie mit dem überlieferten ursprünglichen Namen Del Banco stammte aus Italien und zog Ende des 16. Jahrhunderts ins westfälische Warburg und übernahm den Namen der Stadt als Familiennamen. Ende des 17. Jahrhunderts verlegte die Familie den Wohnsitz nach Altona, das von Dänen verwaltet wurde. Gumprich Marcus Warburg (1727–1801) tätigte hier, wie die Generationen vor ihm, Geldwechsel- und Pfandgeschäfte. Er heiratete Hela Heckscher, deren Vater Marcus Ruben Heckscher in Hamburg ein Bankhaus hatte. Das Ehepaar siedelte 1759 nach Hamburg über, vermutlich auch, weil Gumprich Marcus Warburg hier vom Handel profitierte. Er hatte eine Niederlassung in der Peterstraße 227 und nahm für seine Familie wahrscheinlich dänische Privilegien in Anspruch, die in Altona gegolten hatten. Hier kam vermutlich 1763 Moses Marcus Warburg zur Welt. Er hatte einen Bruder namens Gerson Marcus (1765–1825), der ledig blieb. Moses Marcus Warburg heiratete Röschen Hausen, genannt Abrahamson, mit der er die Tochter Särchen (1805–1884) hatte.

## Aufbau des Bankhauses M.M.Warburg & Co
1798 übertrug Gumprich Marcus Warburg sein Unternehmen an die beiden Söhne. Während Moses Marcus als besonnen, tatkräftig und ausgesprochen religiös galt, führte Gerson Marcus ein unstetes Leben. Die Brüder gerieten daher oftmals in Streit. In seinem Testament bat sie daher der Vater, sich brüderlich zu einigen. Beide führten das väterliche Geschäft als Bankhaus M.M.Warburg & Co weiter und konzentrierten sich auf Handelsgeschäfte mit Wechseln und Münzen. An der Börse arbeiteten beide auf eigene Rechnung.
Trotz starker Konkurrenz mehrerer kleiner Bankhäuser, die um die Jahrhundertwende in Hamburg entstanden, konnten sich die Brüder etablieren. 1810 unterschrieben sie einen ersten, in hebräisch-aramäisch formulierten Gesellschaftervertrag. Die Tatsache, dass die jüdische Gemeinde das Vertragswerk beurkundete, ging sicherlich auf Moses Marcus zurück, der als orthodoxer Jude der jüdischen Gemeinde angehörte. Warburg übernahm in der Gemeinde keine führenden Positionen; als die Gemeinde ihn bat, das Vorsteheramt zu übernehmen, nahm er es aufgrund seiner Gesundheit nicht an. Der Gemeinde bezahlte er eine Jeschiwa und unterstützte die Herausgabe religiöser Literatur. Bei Trennung der jüdischen Gemeinden aus Altona und Hamburg 1810 nahm er nicht an den Verhandlungen hierzu teil.
Die Brüder Warburg profitierten von der herausgehobenen Stellung Hamburgs im norddeutschen Wechselverkehr und im Handel mit Silber. Moses Marcus Warburg soll ungefähr 250.000 Mark Banco besessen haben, gehörte aber nicht zu den 40 reichsten Hamburger Familien, die während der Hamburger Franzosenzeit 1813 Kontributionen leisten mussten. 1829 übertrug Warburg Unternehmensanteile an seinen Neffen Abraham Samuel Warburg (1798–1856), genannt Aby, der im selben Jahr Warburgs Tochter Särchen ehelichte. Somit hoffte er, die Unternehmensnachfolge geregelt zu haben. 1829 oder 1830 bekam Moses Marcus Warburg während eines Besuchs der Synagoge einen Schlaganfall. Nach seinem Tod im November 1830 wurde er auf dem Hamburger Teil des Jüdischen Friedhofs Königstraße beigesetzt. Er vererbte seiner Tochter Sara 250.000 Mark Banco oder umgerechnet circa 125.000 preußische Taler.
Nach dem Tod des Bankgründers leitete Aby Samuel Warburg die Geschäfte. Später kam der Vetter Elias Warburg hinzu, der bis 1837 in der Bank blieb. De facto übernahm Sara Warburg die Leitung der Bank.